# Camarosporium suaedae
Camarosporium suaedae är en svampart som beskrevs av S. Ahmad 1967. Camarosporium suaedae ingår i släktet Camarosporium, ordningen Botryosphaeriales, klassen Dothideomycetes, divisionen sporsäcksvampar och riket svampar.   Inga underarter finns listade i Catalogue of Life.